# الیود
الیود (به اسپانیایی: Aliud) یک شهرستان در اسپانیا است که در سریا واقع شده‌است.